# Bertil Rönnmark
Bertil Vilhelm Rönnmark, född 24 december 1905 i Jämshög, död 1 juli 1967 i Enskede, var en svensk apotekare och sportskytt.
Bertil Rönnmark var son till apotekaren Peter Rönnmark. Han tog studentexamen i Kristianstad 1924 och blev farmacie kandidat i Stockholm 1928 och apotekare 1931. Rönnmark studerade i USA, Storbritannien och Schweiz. 1937–1943 tjänstgjorde han vid Apotekens kontrollaboratorium. Från 1949 innehade han apoteket Bävern i Stockholm. Han var 1943–1946 ordförande i centralstyrelsen för Sveriges farmacevtförbund. 
Rönnmark gjorde tidigt känd som en framstående skytt, och var från början av 1930-talet en av världens främsta. Vid VM i Lwów 1931 segrade han i skjutning med miniatyrgevär, liggande, varvid han samtidigt blev världsrekordinnehavare med 395 poäng. I knästående med samma vapen vann han andra pris på världsrekordresultatet 387 poäng, samma poängsumma som segraren. Vid Olympiska spelen i Los Angeles 1932 vann han guld i miniatyrgevärsskjutning, och vid VM i Granada 1933 blev han världsmästare, dels med armégevär, dels i skjutning med fritt gevär i knästående, där han uppnådde världsrekord med 381 poäng. I VM i Rom segrade han i liggande med fritt gevär. Han blev dessutom ett flertal gånger svensk mästare på olika vapen, liggande, knästående och med sammanlagt resultat. Rönnmark var 1940–1945 ledamot av Skytteförbundets överstyrelse.
Rönnmark blev olympisk guldmedaljör i miniatyrgevär, liggande i Los Angeles 1932. Under åren 1931-1935 vann han fyra VM-guld och satte två världsrekord i olika gevärsgrenar.